# Peristéri (ort)
Peristéri är en ort i Grekland.   Den ligger i prefekturen Nomós Kilkís och regionen Mellersta Makedonien, i den norra delen av landet, 300 km norr om huvudstaden Aten. Peristéri ligger 267 meter över havet och antalet invånare är 198.
Terrängen runt Peristéri är platt åt nordväst, men åt sydost är den kuperad. Runt Peristéri är det ganska glesbefolkat, med 30 invånare per kvadratkilometer. Närmaste större samhälle är Kilkis, 15,5 km nordväst om Peristéri. Trakten runt Peristéri består till största delen av jordbruksmark.